# Anhalonidin
Anhalonidin ist ein Alkaloid aus der Gruppe der Kaktus-Alkaloide und der Tetrahydroisochinolinalkaloide.

## Vorkommen
Anhalonidin kommt in mehreren Kakteen-Arten der Gattung Lophophora vor. In L. fricii ist es mit 25 % das mengenmäßig zweitwichtigste Alkaloid (nach Pellotin). Es ist das mengenmäßig drittwichtigste Alkaloid in L. williamsii (Peyote) mit 14 % (nach Mescalin und Pellotin) und in L. diffusa (nach Pellotin und Anhalamin). Es kommt auch in weiteren Arten der Gattung Turbinicarpus und in Lemaireocereus weberi vor. Auch in einem vermutlich über 1000 Jahre alten Peyote aus einer mexikanischen Begräbnisstätte konnte Anhalonidin nachgewiesen werden, allerdings in deutlich geringerer Menge als in frischen Pflanzen.

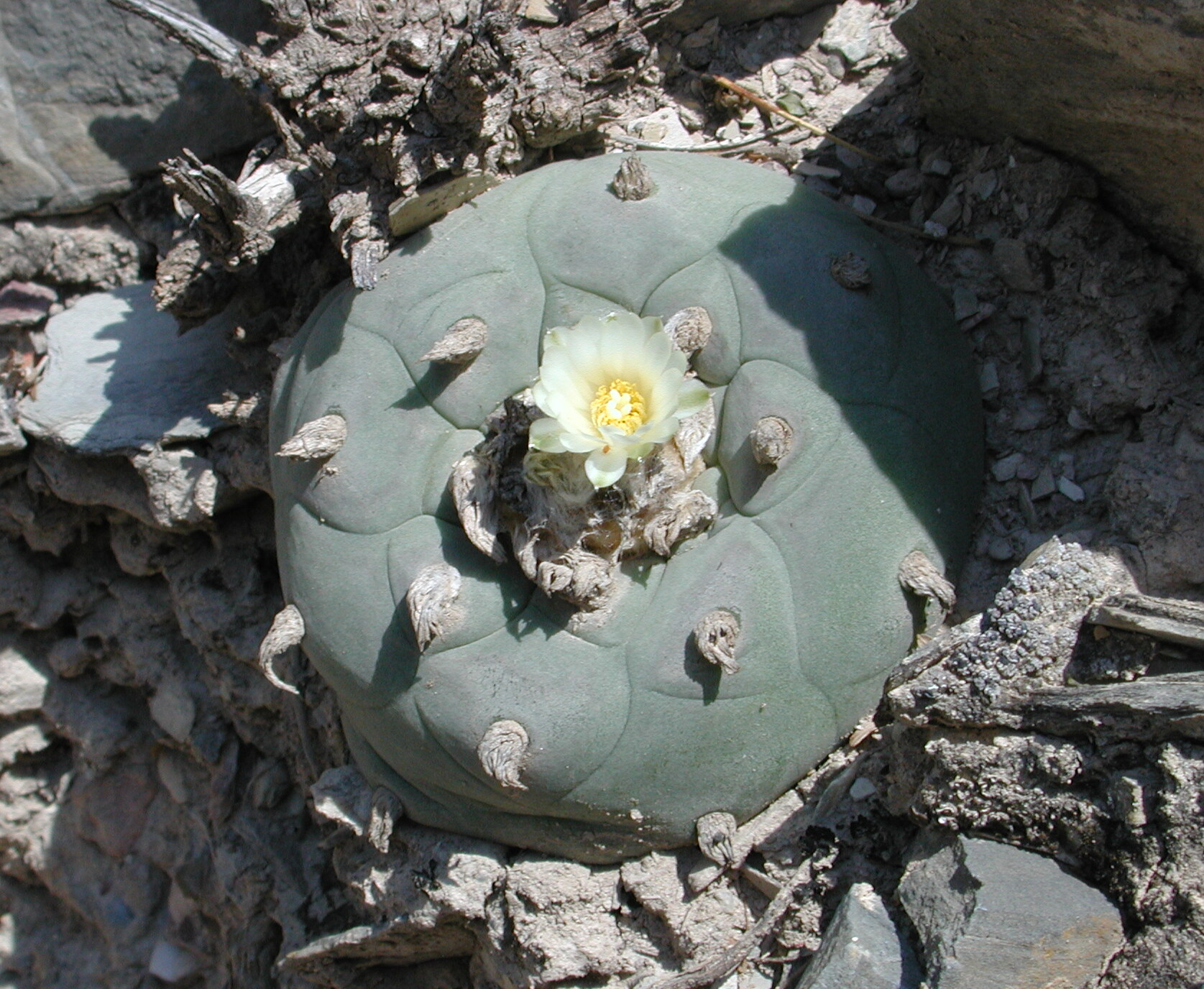
Lophophora diffusa
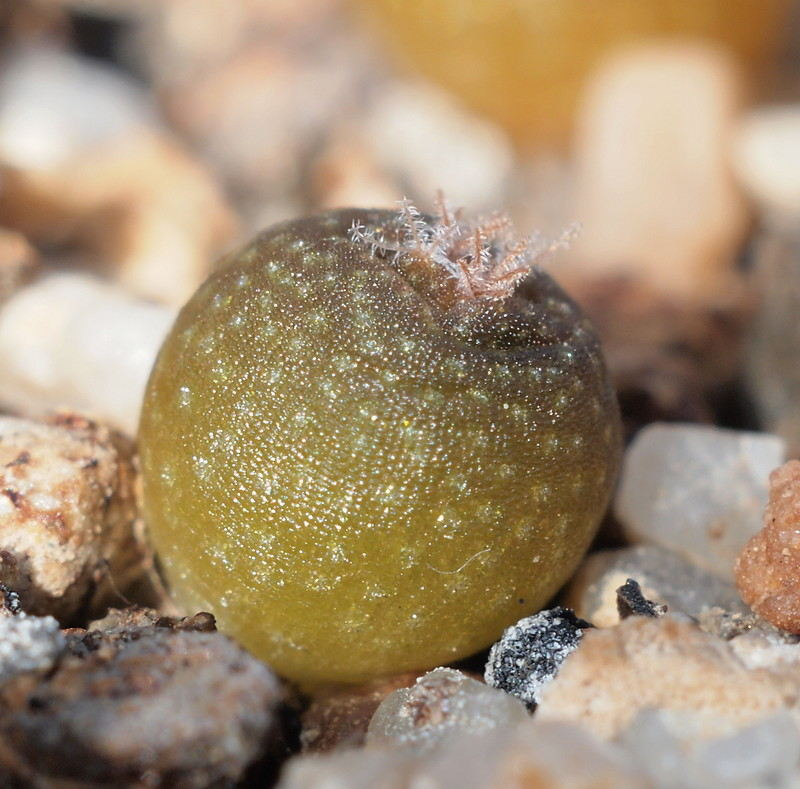
Lophophora fricii (Keimling)
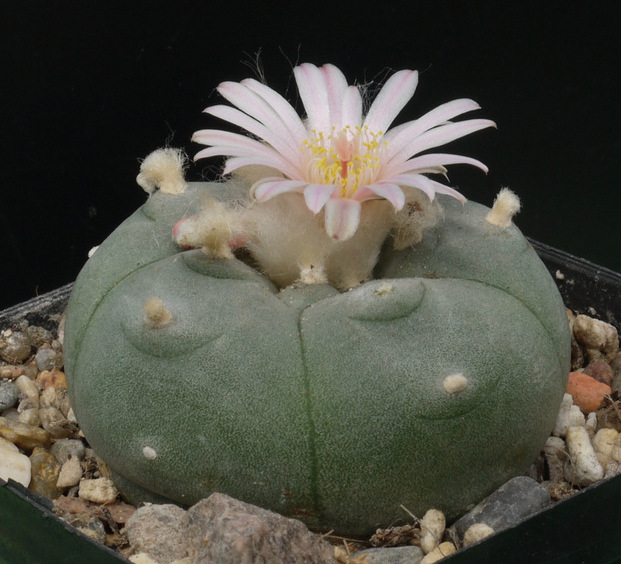
Lophophora williamsii
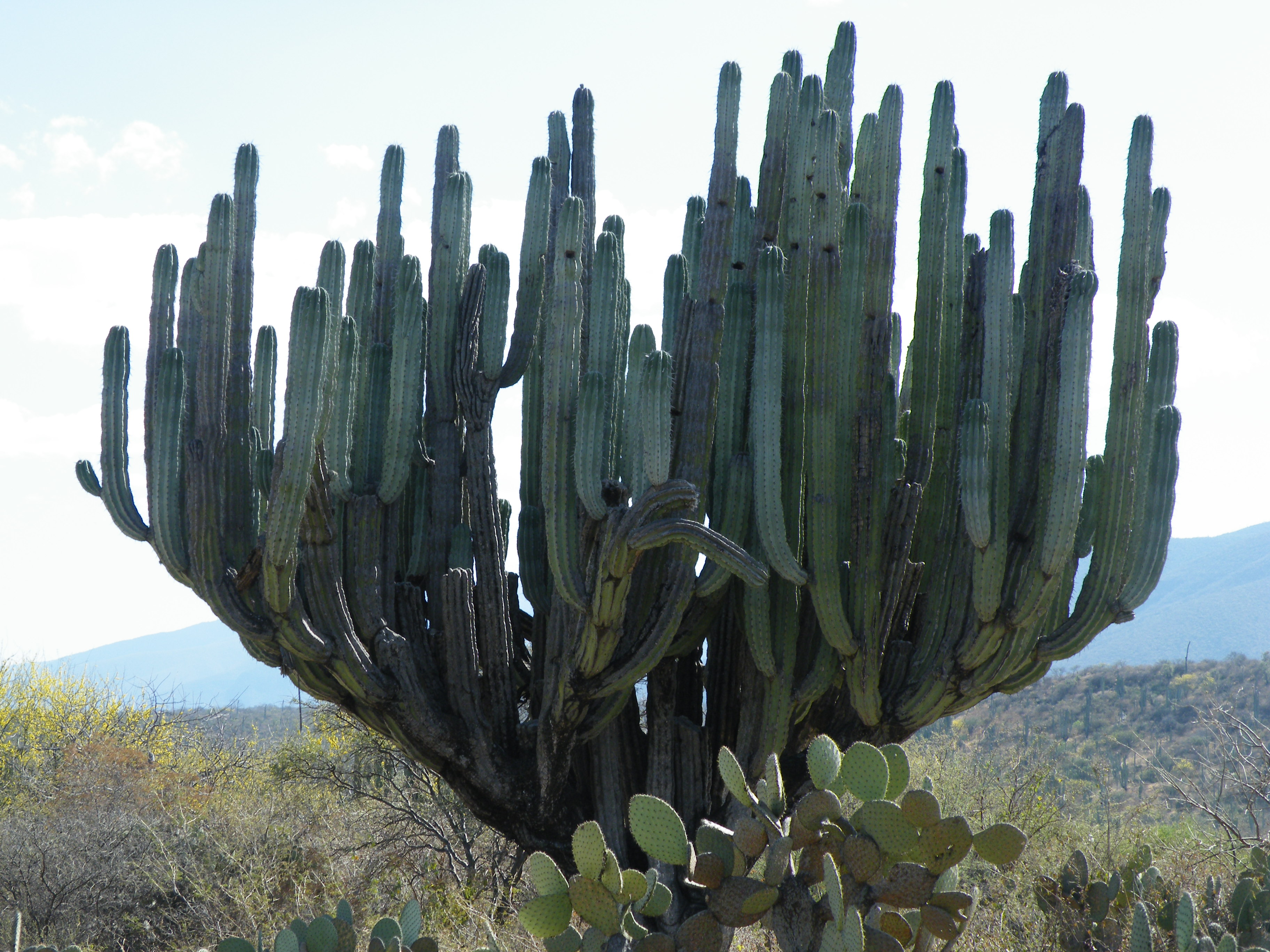
Lemaireocereus weberi

Neben dem Vorkommen in Kakteen wurde es in geringer Menge auch in der Akazienart Acacia rigidula nachgewiesen.

## Biosynthese
Wie bei anderen Kaktusalkaloiden in Lophophora auch, geht die Biosynthese von Tyrosin aus. Dieses wird durch die Tyrosin-Decarboxylase decarboxyliert. Die nächsten Schritte sind die Einführung einer Hydroxygruppe in Position 3 und die Methylierung derselben, Einführung einer dritten Hydroxylgruppe in Position 5 und die Methylierung der Hydroxylgruppe in Position 4. Durch Cyclisierung entsteht schließlich Anhalonidin.

## Synthese
Eine Synthese von racemischem Anhalonidin ist ausgehend von Mescalin möglich. Dazu wird dieses mit Chlorameisensäureethylester umgesetzt und anschließend durch Umsetzung mit Phosphorsäure zu einem Lactam cyclisiert. Erhitzen mit konzentrierter Salzsäure am Rückfluss ermöglicht die selektive Abspaltung der Methylgruppe an der Position 8, weil eine positive Ladung des entsprechenden Sauerstoff-Atoms durch eine Wasserstoff-Brückenbindung stabilisiert wird und die Protonierung dort dadurch bevorzugt ist. Anschließend kann die freie Hydroxylgruppe als Benzylether geschützt und das Lactam durch Lithiumaluminiumhydrid reduziert werden. Durch Oxidation mit Natriumhypochlorit und Umsetzung mit Benzylbromid ergibt sich eine Dihydroisochinolinverbindung mit quartärem Stickstoff. Die Methylgruppe lässt sich dann durch Reaktion mit Methylmagnesiumiodid einführen. Die Entschützung erfolgt durch katalytische Hydrierung an Palladium/Kohle.

## Eigenschaften
Anhalonidin wirkt bei oraler Einnahme als Hypnotikum.